# Америчка Девичанска Острва на Светском првенству у атлетици у дворани 2018.
Америчка Девичанска Острва су учествовала на 17. Светском првенству у атлетици у дворани 2018. одржаном у Бирмингему од 1. до 4. марта. Репрезентацију Америчких Девичанских Острва на њиховом тринаестом учествовању на светским првенствима у дворани, представљао је 1 такмичар који се такмичио у трци на 60 метара препоне.,
На овом првенству представник Америчких Девичанских Острва није освојио ниједну медаљу нити је оборен неки рекорд.

## Учесници
Мушкарци:
- Еди Ловет — 60 м препоне

## Резултати

### Мушкарци
| Атлетичар | Дисциплина   | Лични рекорд | Квалификације | Квалификације | Полуфинале | Полуфинале | Финале               | Финале       | Детаљи |
| Атлетичар | Дисциплина   | Лични рекорд | Резултат      | Место         | Резултат   | Место      | Резултат             | Место        | Детаљи |
| --------- | ------------ | ------------ | ------------- | ------------- | ---------- | ---------- | -------------------- | ------------ | ------ |
| Еди Ловет | 60 м препоне | 7,50 НР      | 7,78 КВ       | 4. у гр. 1    | 7,90       | 8. у гр. 1 | Није се квалификовао | 23 / 37 (38) |        |